# Висичи (Новосанжарский район)

Висичи (укр. Вісичі) — село,
Кунцевский сельский совет,
Новосанжарский район,
Полтавская область,
Украина.
Код КОАТУУ — 5323482203. Население по переписи 2001 года составляло 181 человек.

## Географическое положение
Село Висичи находится между реками Ворскла и Полузерка (3-4 км).
На расстоянии в 2,5 км расположены сёла Судовка, Бридуны, Дмитренки, Бондуры и Кунцево.
По селу протекает пересыхающий ручей с запрудой.
Рядом проходит автомобильная дорога М-22 (E 577).